# MetroHero
O MetroHero é um aplicativo de análise de desempenho e rastreamento de trânsito em tempo real, semi-extinto, para o sistema de trânsito rápido do metrô de Washington. Originalmente disponível no iOS, Android e na Web, ele permite que os usuários visualizem mapas ao vivo de todos os trens em uma linha específica, estatísticas resumidas relacionadas ao desempenho do sistema em tempo real e com retorno dos inseridos pelos próprios usuários sobre as condições atuais do metrô.
Lançado no ano de 2015, o aplicativo foi seguido pelo ARIES for Transit, um projeto relacionado dos mesmos desenvolvedores, e continuou funcionando até que seus desenvolvedores originais o encerrarem no ano de 2023. Posteriormente, foram lançadas bifurcações do aplicativo para permitir seu uso contínuo, e a Autoridade de Trânsito da Área Metropolitana de Washington (WMATA), operadora do metrô da região metropolitana de Washington, que anunciou que lançaria um aplicativo semelhante.
O aplicativo foi descrito pela mídia local como popular e querido entre os residentes da área metropolitana de Washington, D.C.

## Desenvolvimento
Incialmente, o MetroHero foi desenvolvido por James e Jennifer Pizzurro, enquanto estudantes de ciência da computação na Universidade George Washington. Ao desenvolver o aplicativo, disseram que se a necessidade para criar o aplicativo aconteceu depois de sofrerem atrasos nos trens e procurarem um aplicativo para rastrear um trem após o embarque, e esse aplicativo ainda não existia. O desenvolvimento do aplicativo não foi endossado pela Autoridade de Trânsito da Área Metropolitana de Washington (WMATA), mas utilizou dados publicamente disponíveis da agência.
O MetroHero teve seu primeiro lançamento como um aplicativo para Android em setembro de 2015, seguido pelo lançamento de um aplicativo da Web compatível com iOS em dezembro do mesmo ano. Um aplicativo para iOS autônomo foi lançado em abril de 2018, mas o aplicativo da Web permaneceu com suporte, e no mesmo mês, o MetroHero possuía aproximadamente 13.000 usuários ativos mensais. James Pizzurro declarou que o público-alvo do aplicativo eram os usuários regulares do metrô que queriam se comunicar uns com os outros sobre problemas ativos, ao invés de turistas e passageiros que só queriam dados sobre o horário do trem.
Durante todo o desenvolvimento do aplicativo, os fundadores Jennifer e James, defenderam a transparência do Metrô para com os usuários da comunidade, fornecendo mais dados de alta qualidade e aceitando o retorno dos desenvolvedores. De maneira geral, eles criticavam a relutância do Metrô de Washington e sua operadora em identificar exclusivamente as viagens de trem individuais e sua decisão de ocultar dados em determinadas circunstâncias, o que causou problemas para a coleta de dados do MetroHero.
Além de seu trabalho no MetroHero, os desenvolvedores do aplicativo lideraram e participaram de outras iniciativas relacionadas ao trânsito na área na região metropolitana de Washington. No ano de 2019, a MetroHero fez uma parceria com um grupo de trânsito local para analisar os dados da Metrobus e publicaram um documento intitulado 'Metrobus Report Card', juntamente com metas e recomendações propostas com base nas conclusões do relatório para melhorar os ônibus na região de Washington.
Com base nessa experiência, os desenvolvedores do MetroHero iniciaram um projeto irmão, o Adherence + Reliability + Integrity Evaluation System for Transit (ARIES for Transit), que exibe dados e emite notas para os sistemas de trânsito das áreas de Washington e de Baltimore. Separadamente, James Pizzurro usou os dados do MetroHero para fornecer dados ao Rail Transit OPS, um grupo independente de supervisão do Metrô, para auxiliar na documentação de incidentes do sistema do Metrô.

## Aplicativo

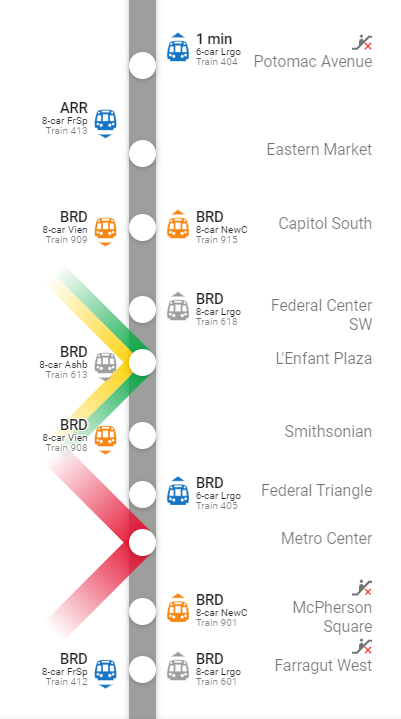
Captura de tela do aplicativo MetroHero a partir da linha prata do metrô de Washington.

O aplicativo MetroHero utiliza várias interfaces, incluindo um painel geral e um mapa ao vivo, para exibir dados aos seus usuários. No painel, são visíveis dados resumidos do sistema ferroviário, como o número de trens operando e a aderência aos intervalos programados. O mapa oferece uma representação visual das posições de todos os trens ao longo do sistema, filtrados por linha metroviária. Estações e trens individuais podem ser selecionados para ver classificações e comentários fornecidos por outros usuários, incluindo notas positivas e negativas, como limpeza e lotação. Além disso, é fornecida uma lista de tempos de espera dos trens, juntamente com dados agregados como o tempo médio de espera. Qualquer atraso de trem ou incidente de serviço é visível no aplicativo.
A MetroHero utiliza diversas fontes de dados para as aplicabilidades que o aplicativo possui. As posições dos trens e outros dados operacionais são fornecidos pela WMATA como parte de sua iniciativa de liberar dados abertos para desenvolvedores de terceiros. No entanto, os desenvolvedores do MetroHero observaram que as informações fornecidas pelo autoridade do metrô, às vezes são imprecisas ou incompletas, limitando assim a precisão que o MetroHero consegue oferecer para seus usuários. O aplicativo também permite que seus utilizadores colaborem coletivamente com a plataforma podendo relatar condições nos vagões e estações e adicionar informações aos relatórios enviados por outras pessoas. Além disso, o MetroHero analisa dados disponibilizados em redes sociais, como o Twitter para saber sobre incidentes no sistema, incluindo atrasos, incêndios e outro incidentes que uma estação de metrô pode sofrer durante suas operações.
Além do aplicativo web, e as versões móveis para Android e iOS, os desenvolvedores iniciais do MetroHero mantinham contas automatizadas nas redes sociais que alertavam os clientes sobre o serviço do Metrô; essas contas foram descontinuadas após o eventual encerramento do aplicativo original. O MetroHero também hospeda dados de desempenho arquivados para revisão posterior, um recurso que é às vezes utilizado após importantes incidentes que ocorrem nas operações metroviárias.

## Desligamento e futuro
Em fevereiro de 2023, James Pizzurro, cofundador do aplicativo, anunciou que o MetroHero seria encerrado em 1º de julho de 2023, citando "mudanças positivas [...] no cenário do aplicativo e no gerenciamento e comunicação de dados da WMATA". Também apontou para os custos e ao tempo dispendido na manutenção do aplicativo.
Pouco antes da data de término do aplicativo, os James e Jennifer, compartilharam o código-fonte do MetroHero na plataforma de códigos GitHub, o que levou outras pessoas a bifurcarem o código e começarem a manter novas instâncias do MetroHero para suceder o aplicativo original. O site Web original ficou fora do ar em 1º de julho, como planeado.
Historicamente, a WMATA não ofereceu seu próprio mapa em tempo real ou serviço semelhante, citando outros aplicativos de terceiros que realizaram a mesma tarefa. No entanto, em 30 de junho de 2023, Randy Clarke, gerente-geral da WMATA, anunciou que o Metro começaria a oferecer um serviço semelhante ao MetroHero. O aplicativo, inicialmente denominado MetroMeter, estava planejado para iniciar sua operação no início de julho e forneceria informações em tempo real sobre trens e horários de serviço. A WMATA também referiu as suas intenções de alargar este serviço ao Metrobus e ao MetroAccess. No dia 20 de julho, a WMATA anunciou que a aplicação tinha sido renomeada para MetroPulse e disponibilizou o aplicativo em versão beta.
O outro projeto de mobilidade do MetroHero, o ARIES for Transit, não foi afetado pelo encerramento.

## Recepção
O MetroHero foi geralmente bem aceito e reconhecido pelo seu uso entre os passageiros da área de Washington. A rede pública de rádio WAMU chamou-o de um dos aplicativos de rastreamento de metrô "mais elogiados", e a operadora WMATA reconheceu sua popularidade ao anunciar a criação do MetroPulse. Chris Barnes, membro do Conselho Consultivo de Passageiros do Metrô, afirmou que o aplicativo é considerado importante entre os passageiros por fornecer informações de trânsito confiáveis e transparentes, embora prejudicado por falhas nos dados da WMATA.